# Вакеров
Вакеров (њем. Wackerow) општина је у њемачкој савезној држави Мекленбург-Западна Померанија. Једно је од 89 општинских средишта округа Остфорпомерн. Према процјени из 2010. у општини је живјело 1.420 становника. Посједује регионалну шифру (AGS) 13059098.

## Географски и демографски подаци
Вакеров се налази у савезној држави Мекленбург-Западна Померанија у округу Остфорпомерн. Општина се налази на надморској висини од 0 метара. Површина општине износи 31,7 km². У самом мјесту је, према процјени из 2010. године, живјело 1.420 становника. Просјечна густина становништва износи 45 становника/km².